# Sagartia

Mapa del Imperio aqueménida con la división en satrapías (ca. 500 a. C.)

Sagartia (en persa antiguo Asagarta), región de la Persia histórica cerca de la actual Yazd, donde vivía la tribu nómada de los sagartios.

## Contexto histórico
Probablemente la fuente más antigua de información sobre los sagartios se encuentra en un pequeño catálogo que aparece en la obra "Los nueve libros de Historia" del griego Heródoto de Halicarnaso (siglo V a. C.). Heródoto nos cuenta que el rey aqueménida Ciro II el Grande reunió bajo su mando a una federación de diez tribus (entre las que se encontraban los sagartios) para luchar juntos contra el rey medo Astiages en el 550 a. C.
Durante una generación, los sagartios fueron súbditos leales, pero tras la muerte del sucesor de Ciro, Cambises II en el 522 a. C., la usurpación del trono por parte del mago Gaumata, y el asesinato de éste y ascensión al trono por parte de Darío I, los sagartios se rebelaron bajo el mando de un hombre llamado Tritantecmes. Sin embargo, fueron rápidamente pacificados por Takmaspada, general de Darío, siendo Tritantecmes crucificado en Arbela, actual Erbil.

## Satrapía
Cuando Darío reorganizó el Imperio aqueménida, inicialmente aceptó a Sagartia como una sola unidad: por una inscripción encontrada en Persépolis fechada hacia el 515 a. C., sabemos que estaba considerada con el mismo rango que otras satrapías. Sin embargo, posteriormente fue puesta en el mismo distrito a efectos de impuestos que los drangianos, tamaneos, utios y aquellos pueblos que habían sido deportados al golfo Pérsico.
Cuando Jerjes I invadió Grecia en el 480 a. C. durante la segunda guerra médica, los sagartios se encontraban en el mismo contingente que los drangianos, utios y deportados. Heródoto menciona que los sagartios destacaban por sus ropajes coloreados y sus botas altas que alcanzaban las rodillas.
Tras esta expedición, Sagartia desaparece de la historia. Los historiadores que describen la campaña de invasión del imperio aqueménida por parte del macedonio Alejandro Magno, no mencionan a los sagartios. Siglos más tarde, el astrónomo y topógrafo griego Ptolomeo hace una mención a un paso a través de los montes Zagros, que en su época (siglo II), aún se denominaba la “Puerta Sagartia”.